# Nemeske
Nemeske es un pueblo ubicado en el distrito de Szigetvár, en el condado de Baranya, Hungría.

## Superficie
Posee una superficie de 10,57 kilómetros cuadrados.

## Demografía
Hasta 2019 la población era de 205 habitantes, con una densidad de población de 19,39 habitantes por kilómetro cuadrado.